# Liste des cavités naturelles les plus longues de la Côte-d'Or
La liste des cavités naturelles les plus longues de la Côte-d’Or recense, sous forme de tableau(x), les cavités souterraines naturelles connues dans ce département français, dont le développement est supérieur ou égal à cinq cents mètres.
La communauté spéléologique considère qu'une cavité souterraine naturelle n'existe vraiment qu'à partir du moment où elle est « inventée » c'est-à-dire découverte (ou redécouverte), inventoriée, topographiée et publiée. Bien sûr, la réalité physique d'une cavité naturelle est la plupart du temps bien antérieure à sa découverte par l'homme ; cependant tant qu'elle n'est pas explorée, mesurée et révélée, la cavité naturelle n'appartient pas au domaine de la connaissance partagée.
La liste spéléométrique des 12 plus longues cavités naturelles de la Côte-d’Or (≥ cinq cents mètres) est actualisée à fin décembre 2019.
La plus longue cavité souterraine naturelle répertoriée dans le département de la Côte-d’Or est  « le réseau de Francheville », sur la commune de Francheville (cf. ligne 1 du tableau ci-dessous).
| \| Histogramme de la répartition des plus longues cavités naturelles de la Côte-d'Or par classe de développement -- Les 12 cavités citées fin 2019 sont réparties en 4 classes de développement -- \| \| \| \| \| \| \| \| \| \| \| \| \| \| \| classe I >= 5 000 m 2 cavité[s] \| classe II >= 2 000 m et < 5 000 m 4 cavités \| classe III >= 1 500 m et < 2 000 m 1 cavités \| classe IV >= 500 m et < 1 500 m 5 cavités \| \| |                                 |                                             |                                              |                                           |  |
| Le graphique qui aurait dû être présenté ici ne peut pas être affiché car il utilise l'ancienne extension Graph, désactivée pour des questions de sécurité. Des indications pour créer un nouveau graphique avec la nouvelle extension Chart sont disponibles ici . |                                 |                                             |                                              |                                           |  |
| Histogramme de la répartition des plus longues cavités naturelles de la Côte-d'Or par classe de développement -- Les 12 cavités citées fin 2019 sont réparties en 4 classes de développement -- |                                 |                                             |                                              |                                           |  |
| |                                 |                                             |                                              |                                           |  |
| | classe I >= 5 000 m 2 cavité[s] | classe II >= 2 000 m et < 5 000 m 4 cavités | classe III >= 1 500 m et < 2 000 m 1 cavités | classe IV >= 500 m et < 1 500 m 5 cavités |  |

## Cavités de la Côte-d'Or (France) de développement supérieur à5 000 mètres
2 cavités sont recensées dans cette « classe I » au 31 décembre 2019.
| Réf. | Cavité (autres noms)   | Commune              | Massif ou zone | Coordonnées (WGS 84)        | Développe. (mètres) | Dénivel. (mètres) | Sources ou références                                                  | Mise à jour |
| ---- | ---------------------- | -------------------- | -------------- | --------------------------- | ------------------- | ----------------- | ---------------------------------------------------------------------- | ----------- |
| 1    | Réseau de Francheville | Francheville         |                | 47° 27′ 15″ N, 4° 53′ 47″ E | +028 530, m         | +0170, m          | CDS 21, CSR Bourgogne Franche-Comté, plongeesout.com & Karsteau        | 2014-01     |
| 2    | Grotte de Neuvon       | Plombières-lès-Dijon |                | 47° 20′ 35″ N, 4° 56′ 30″ E | +023 880, m         | +0117, m          | CDS 21, CSR Bourgogne Franche-Comté, plongeesout.com & Spelunca no 154 | 2019-06     |

## Cavités de la Côte-d'Or (France) de développement compris entre2 000 mètreset4 999 mètres
4 cavités sont recensées dans cette « classe II » au 31 décembre 2019.
| Réf. | Cavité (autres noms)                                      | Commune            | Massif ou zone | Coordonnées (WGS 84)        | Développe. (mètres) | Dénivel. (mètres) | Sources ou références                                  | Mise à jour |
| ---- | --------------------------------------------------------- | ------------------ | -------------- | --------------------------- | ------------------- | ----------------- | ------------------------------------------------------ | ----------- |
| 3    | Grotte de Roche-Chèvre                                    | Prenois            |                | 47° 24′ 18″ N, 4° 53′ 21″ E | +004 800, m         | +0036, m          | plongeesout.com & Sous le Plancher no 10               | 2010-01     |
| 4    | Trou de la Roche                                          | Quemigny-sur-Seine |                | 47° 39′ 23″ N, 4° 39′ 27″ E | +004 405, m         | +0024, m          | plongeesout.com & Sous le Plancher no 1 & Karsteau 5.1 | 2010-01     |
| 5    | Réseau du Bel-Affreux - fontaine de la Roche aux Vieilles | Antheuil           |                | 47° 10′ 07″ N, 4° 44′ 52″ E | +003 500, m         | +0009, m          | plongeesout.com & Robert Lavoignat                     | 2010-01     |
| 6    | Grottes de Bèze                                           | Bèze               |                | 47° 28′ 15″ N, 5° 16′ 14″ E | +002 800, m         | +0026, m          | Robert Lavoignat, plongeesout.com & Karsteau           | 2010-01     |

## Cavités de la Côte-d'Or (France) de développement compris entre1 500 mètreset1 999 mètres
1 cavité est recensée dans cette « classe III » au 31 décembre 2019.
| Réf. | Cavité (autres noms) | Commune | Massif ou zone | Coordonnées (WGS 84)        | Développe. (mètres) | Dénivel. (mètres) | Sources ou références         | Mise à jour |
| ---- | -------------------- | ------- | -------------- | --------------------------- | ------------------- | ----------------- | ----------------------------- | ----------- |
| 7    | Puits du Diable      | Auxant  |                | 47° 07′ 12″ N, 4° 36′ 51″ E | +001 850, m         | +0005, m          | Spelunca no 74 & Karsteau 5.1 | 2010-01     |

## Cavités de la Côte-d'Or (France) de développement compris entre500 mètreset1 499 mètres
5 cavités sont recensées dans cette « classe IV » au 31 décembre 2019.
| Réf. | Cavité (autres noms)            | Commune              | Massif ou zone | Coordonnées (WGS 84)        | Développe. (mètres) | Dénivel. (mètres) | Sources ou références                           | Mise à jour |
| ---- | ------------------------------- | -------------------- | -------------- | --------------------------- | ------------------- | ----------------- | ----------------------------------------------- | ----------- |
| 8    | Source temporaire de l'Alliance | Plombières-lès-Dijon |                | 47° 20′ 30″ N, 4° 56′ 31″ E | +001 213, m         | +0035, m          | CDS 21, Spelunca no 97 & Sous le Plancher no 15 | 2010-01     |
| 9    | Douix de Darcey                 | Darcey               |                | 47° 33′ 24″ N, 4° 34′ 56″ E | +001 035, m         | +0020, m          | Robert Lavoignat & plongeesout.com              | 2010-01     |
| 10   | Grotte de la Tournée            | Vauchignon           |                | 46° 59′ 12″ N, 4° 38′ 52″ E | +000700, m          | +0008, m          | Spéléométrie de la France & plongeesout.com     | 2010-01     |
| 11   | Puits Groseille                 | Arcenant             |                | 47° 08′ 20″ N, 4° 49′ 32″ E | +000560, m          | +0030, m          | Karsteau & plongeesout.com                      | 2010-01     |
| 12   | Trou Madame                     | Duesme               |                | 47° 37′ 59″ N, 4° 40′ 46″ E | +000550, m          | +0000, m          | Spéléométrie de la France & plongeesout.com     | 2010-01     |